# Xiaoshidian (köpinghuvudort i Kina, Henan Sheng, lat 33,16, long 113,32)
Xiaoshidian är en köpinghuvudort i Kina. Den ligger i provinsen Henan, i den centrala delen av landet, omkring 180 kilometer söder om provinshuvudstaden Zhengzhou. Antalet invånare är 65 927. Befolkningen består av 31 960 kvinnor och 33 967 män. Barn under 15 år utgör 27,0 %, vuxna 15-64 år 63 %, och äldre över 65 år 9,0 %.
Runt Xiaoshidian är det tätbefolkat, med 297 invånare per kvadratkilometer. Det finns inga andra samhällen i närheten. Trakten runt Xiaoshidian består till största delen av jordbruksmark.
Genomsnittlig årsnederbörd är 917 millimeter. Den regnigaste månaden är augusti, med i genomsnitt 161 mm nederbörd, och den torraste är januari, med 7 mm nederbörd.